# Ingvar Petrow
Ingvar Petrow, född Sven Ingvar Petrow 28 februari 1942 i Trelleborg, är en svensk sångare. Petrow har smeknamnen Rock-Ingvar och Tuggummi.
Petrow har även medverkat i filmerna Ägget är löst! (1975) och En kärleks sommar (1979).

## Filmografi
- 1975 – Ägget är löst!
- 1979 – En kärleks sommar